# Musculus extensor digitorum brevis
De musculus extensor digitorum brevis is een skeletspier aan de oppervlakte van de voet die de middelste drie tenen helpt strekken. De andere strekker is de lange tenenstrekker (musculus extensor digitorum longus) en bevindt zich niet in de voet maar in de kuit. De spier is aangehecht aan de calcaneus en aan het middelste kootje van de middelste drie tenen.